# Abelsche Lie-Algebra
Abelsche Lie-Algebren sind ein Begriff aus der mathematischen Theorie der Lie-Gruppen und Lie-Algebren.
Eine Lie-Algebra ist abelsch, wenn die Lie-Klammer identisch null ist.
Jeder Vektorraum bildet eine abelsche Lie-Algebra, wenn man jede Lie-Klammer als Null definiert.
Wenn die Lie-Algebra der Lie-Gruppe {\displaystyle G} eine abelsche Lie-Algebra ist, dann lässt sich {\displaystyle G} als semidirektes Produkt
{\displaystyle G=A\rtimes \Gamma }
aus einer abelschen Lie-Gruppe {\displaystyle A} und einer diskreten Gruppe {\displaystyle \Gamma } zerlegen.